# Kernkraftwerk Ling’ao
Das Kernkraftwerk Ling’ao (alternative Schreibweise Ling Ao) befindet sich im Stadtbezirk Longgang der Stadt Shenzhen in der südchinesischen Provinz Guangdong. Die Anlage gehört der China Guangdong Nuclear Power Holding Company, Ltd. (CGNPC) und wird von Lianao Nuclear Power Company (LNPC) betrieben. Sie liegt auf der Dapeng-Halbinsel an der Dapeng-Bucht innerhalb der größeren Daya-Bucht (Daya Wan).
Die Anlage ist faktisch eine Kopie des Kernkraftwerks Daya Wan. Dieses liegt nur etwa einen Kilometer südwestlich von Ling’ao.
Die ersten beiden Reaktoren wurden von Framatome entworfen. Der Reaktorkern wurde aber in China gefertigt, von Shanghai No. 1 Machine and Tool Works.
Neben dem Kern wurden etwa 30 % der Arbeiten in China ausgeführt.
Die Blöcke 3 und 4 haben einen höheren Anteil an chinesischer Technik, geplant waren 50 % beziehungsweise 70 % Eigenanteil.
Die Kosten für die ersten zwei Reaktoren werden auf vier Milliarden Dollar geschätzt.
Die Energie wird in das Hongkong-Guangdong-Guangxi-Netz geleitet. Etwa 70 % der Netz-Energie werden nach Hongkong geliefert, wo das KKW Ling’ao zu etwa 30 % zur Energieversorgung beiträgt (Jahr 2000).

## Finanzierung
Das Kernkraftwerk wird durch ausländische Investoren finanziert, allen voran durch Electricité de France (EDF). Die BNP (jetzt: BNP Paribas) bildet einen Pool mit anderen Banken wie der West Merchant Bank und dem englischen Ableger der WestLB. Zudem gibt es Exporthilfen von Coface, Compagnie Française d’Assurance pour le Commerce Extérieur (Frankreich) und ECGD, Export Credits Guarantee Department (Großbritannien).

## Reaktoren
Es sind vier Reaktoren in Betrieb: zwei Druckwasserreaktoren mit einer Nettoleistung von 938 MW und einer Bruttoleistung von 990 MW sowie zwei Reaktoren vom Typ CPR-1000 mit einer Nettoleistung von 1007 MW und einer Bruttoleistung von 1080 MW. Nur 1,2 Kilometer vom Kernkraftwerk entfernt befindet sich auch das Kernkraftwerk Daya Wan.

## Geschichte
Mit dem Bau des ersten Reaktorblocks wurde am 15. Mai 1997 begonnen. Der Baubeginn des zweiten Blocks war am 28. November 1997. Der Reaktor Ling’ao 1 wurde am 4. Februar 2002 zum ersten Mal kritisch, der zweite Block am 27. August 2002. Den kommerziellen Betrieb nahm Block 1 am 28. Mai 2002 und Block 2 am 8. Januar 2003 auf.
Mit dem Bau des Reaktors Ling’ao 3 wurde am 15. Dezember 2005 begonnen. Er wurde am 9. Juni 2010 zum ersten Mal kritisch. Am 15. Juli 2010 wurde er erstmals mit dem Stromnetz synchronisiert und nahm schließlich am 15. September 2010 den kommerziellen Leistungsbetrieb auf. Der Bau des vierten Blocks begann am 15. Juni 2006 und am 3. Mai 2011 wurde der Reaktor erstmals mit dem Stromnetz synchronisiert, ehe er am 7. August 2011 schließlich den kommerziellen Leistungsbetrieb aufnahm. Block 3 und 4 liegen auf dem Areal des Kernkraftwerks Ling’ao II.

## Daten der Reaktorblöcke
Das Kernkraftwerk Ling’ao hat insgesamt vier Blöcke:
| Reaktorblock | Typ / Modell   | Netto- leistung | Brutto- leistung | Baubeginn  | Netzsyn- chronisation | Kommer- zieller Betrieb | Abschal- tung  |
| ------------ | -------------- | --------------- | ---------------- | ---------- | --------------------- | ----------------------- | -------------- |
| Ling’ao-1    | DWR / M310     | 950 MW          | 990 MW           | 15.05.1997 | 26.02.2002            | 28.05.2002              | (2042 geplant) |
| Ling’ao-2    | DWR / M310     | 950 MW          | 990 MW           | 28.11.1997 | 15.12.2002            | 08.01.2003              | (2043 geplant) |
| Ling’ao-3    | DWR / CPR-1000 | 1007 MW         | 1080 MW          | 15.12.2005 | 15.07.2010            | 15.09.2010              |                |
| Ling’ao-4    | DWR / CPR-1000 | 1007 MW         | 1080 MW          | 15.06.2006 | 03.05.2011            | 07.08.2011              |                |